# Orahova (Gradiška)
Orahova (szerbül: Орахова), falu Gradiška községben, Bosznia-Hercegovinában, Bosanska krajina területén, a Szerb Köztársaságban. 

## Fekvése
Bosznia-Hercegovina északi részén, a Potkozarje területén, Banja Lukától légvonalban 48, közúton 60 km-re északra, községközpontjától légvonalban 18, közúton 23 km-re északnyugatra, a Száva-folyó jobb partján fekszik. A településen átfolyó Pejinovac-patak itt torkollik a Szávamenti csatornák egyikébe, ezután pedig a Ribaricába, az pedig Orahova északkeleti részén a Szávába ömlik. A központi településen kívül található még a hozzá tartozó Mahala, Haluga, Postinje, Soko és Laze település. Mindegyik helyi utakon kapcsolódik az M-14.1-es főúthoz, amely Orahova központján halad át. A település domborzata két részre tagolódik. A Szávamenti rész, sík, hordalékos talajú, tengerszint feletti magassága 90-100 méter. A település déli része felnyúlik a Prosara-hegység északi lejtőire, ahol 300 méter fölé emelkedik.

## Népessége
| Nemzetiségi csoport | Népesség 1991 | Népesség 2013 |
| ------------------- | ------------- | ------------- |
| Szerb               | 80            | 60            |
| Bosnyák             | 2343          | 1757          |
| Horvát              | 24            | 3             |
| Jugoszláv           | 14            | 0             |
| Egyéb               | 18            | 3             |
| Összesen            | 2479          | 1823          |

## Története
A település 1537 körül, Gradiška elestével került török kézre. Az oszmánok uralma alatt Gradiškához hasonlóan Orahova is a kobaši kapitányság része volt, melynek központja eredetileg Bosanski Kobašban (a mai Kobaš Srbacban) volt. Amikor Szlavóniából gyakori osztrák-magyar betörések voltak, a kapitányság székhelyét 1723-ban Kotorba, a mai Kotor-Varošba helyezték át. Az osztrák-török háború (1716–1718) a pozsareváci békeszerződéssel ért véget, amelyet 1718. június 21-én írtak alá Pozsarevácon. Ott az volt elfogadott elv, hogy mindkét fél megtartja, amit a harctéren megszerzett. Ausztria megkapta Bijeljinát és egy keskeny sávot a Szávától délre (a mai Brčko, Brod, Kobaš, Kozarska Dubica és Furjan területe). Abban az időben számos menekült és száműzött érkezett Szlavóniából, Macsóból (Szabács és Loznica) és az Oszmán Birodalom más elveszett területeiről a kobaši kapitányságba és Észak-Boszniába.
A település 1878-ig tartozott az Oszmán Birodalomhoz, ekkor a berlini kongresszus határozata alapján az Osztrák-Magyar Monarchia része lett. 1879-ben az első osztrák-magyar népszámlálás során a településnek 279 háztartása, 90 ortodox és 1283 muszlim lakosa volt. 1910-ben a Bosanska Gradiškai járáshoz tartozó településen 278 háztartást, 235 ortodox szerb, 473 muszlim, 96 római katolikus és 1 görög katolikus és 9 izraelita lakost találtak. A monarchia szétesésével 1918-ban előbb a Szerb-Horvát-Szlovén Királyság, majd 1929-től a Jugoszláv Királyság része. 1921-ben 314 háztartása és 1516 lakosa volt.
Jugoszlávia megszállása után a település a Független Horvát Állam (NDH) része lett. A többségben muszlim lakosságból sokan csatlakoztak az usztasákhoz. A szerb felkelők és civilek elleni kozarai nagy offenzíva kezdetén, 1942. június 10-én Orahova lett az NDH egységeinek egyik fellegvára, ahonnan indították a Kozara elleni támadásaikat. Az orahovai szerb lakosság ezután a Kozara-hegységbe menekült, míg a muszlim lakosság többnyire a faluban maradt. A Nemzeti Felszabadító Hadsereg Krajinai dandájának erői 1945. február 1-jén támadták meg Orahovát és az usztasákat Bosanska Dubica felé szorították vissza. A csatában két usztasa katona meghalt és három megsebesült. A támadásról szóló jelentésben az szerepel, hogy Orahovát mindössze 30 usztasa védte. Az egyik utolsó összecsapás a partizánok és usztasák között Orahovában 1945. április 7-én történt, amikor a krajinai dandár harmadik zászlóaljának felderítő százada lesből csapott le az usztasákra Orahovában. Az usztasák teljes vereséget szenvedtek. 20 usztasát öltek meg, kettőt pedig elfogtak. A partizán oldalon nem voltak veszteségek.
1945-től a település a szocialista Jugoszlávia része lett. A boszniai háború idején a település a Boszniai Szerb Köztársaság része volt. 1992-ben a falut elfoglaló szerb fegyveresek elűzték a muszlim lakosságot, a mecseteket pedig felrobbantották. A daytoni békeszerződést követő területfelosztásnál a település a Szerb Köztársaság területéhez került. A boszniai háború után az 1992 és 1995 közötti időszakban 300 orahovai menekült vagy száműzött háztartásból 750 visszatért otthonába, de még mindig vannak felújítatlan házak és kertek. Három, a háborúban lerombolt régi mecsetet újjáépítettek.

## Nevezetességei
- A Jusufaga-mecsetet Jusufaga Šibić adományozta, 1869 előtt épült. A mecsetet 1980-ban újították fel. A boszniai háború idején 1993. március 27-én szerb fegyveresek felrobbantották. Újjáépítése 2001-ben fejeződött be.

- A Haluška-mecset 1892-ben épült. A boszniai háború idején 1993. március 27-én szerb fegyveresek felrobbantották. Később a helyiek újjáépítették.

## Fordítás
- Ez a szócikk részben vagy egészben  az   Orahova (Gradiška) című bosnyák Wikipédia-szócikk ezen változatának fordításán alapul.  Az eredeti cikk szerkesztőit annak laptörténete sorolja fel. Ez a jelzés csupán a megfogalmazás eredetét és a szerzői jogokat jelzi, nem szolgál a cikkben szereplő információk forrásmegjelöléseként.